# Gare d’Aix-les-Bains-Le Revard
Gare d’Aix-les-Bains-Le Revard – stacja kolejowa w Aix-les-Bains, w departamencie Sabaudia, w regionie Owernia-Rodan-Alpy, we Francji.
Jest stacją Société nationale des chemins de fer français (SNCF), obsługiwaną przez pociągi TGV, Intercités i TER Rhône-Alpes.

## Położenie
Znajduje się na wysokości 244 m n.p.m., na km 123,622, pomiędzy stacjami Chindrieux i Viviers-du-Lac. Z tej stacji wychodzi również linia do Annemasse.